# Le Temps d'une chasse
Pour plus de détails, voir Fiche technique et Distribution.
Le Temps d'une chasse est un film québécois de Francis Mankiewicz sorti en 1972.

## Synopsis
L’action se déroule au Québec où trois travailleurs de l'Est de Montréal partent pour une fin de semaine de chasse en forêt. Pour ces hommes d’un milieu modeste, la chasse représente liberté et compagnonnage viril. Les trois amis, accompagnés du fils de l’un d’eux, passent la première nuit de leur périple dans un motel où ils boivent et harcèlent la serveuse du bar. Sous le regard désabusé de l’adolescent qui les observe, ils laissent paraître leurs fragilités et les contraintes de leurs vies ordinaires, jusqu’au dénouement dramatique de ce temps d’une chasse.

## Fiche technique
Source : IMDb et Films du Québec
- Titre original : Le Temps d'une chasse
- Réalisation et scénario : Francis Mankiewicz
- Musique : Pierre F. Brault
- Maquillage : Suzanne Riou Garand
- Photographie : Michel Brault
- Son : Claude Hazanavicius, Bernard Bordeleau, Michel Descombes
- Montage : Werner Nold
- Production : Pierre Gauvreau
- Société de production : Office national du film du Canada
- Société de distribution : Cinépix
- Budget : 200 000 $ CA
- Pays de production :  Canada
- Tournage : du 27 septembre au 31 octobre 1971 à Montréal et Saint-Zénon
- Langue originale : français
- Format : couleur (Eastmancolor) — 35 mm
- Genre : drame
- Durée : 98 minutes
- Dates de sortie :
  - Canada : 30 août 1972 (première à la Mostra de Venise)
  - Canada : 6 octobre 1972 (sortie en salle au Québec)
  - France : mai 1973 (Festival de Cannes 1973)
- Classification :
  - Québec : Visa général[2]

## Distribution
- Guy L'Écuyer : Willy
- Marcel Sabourin : Richard
- Pierre Dufresne : Lionel
- Olivier L'Écuyer : Michel, le fils de Richard
- Frédérique Collin : la jeune serveuse
- Luce Guilbeault : Monique, la serveuse rousse
- Julien Lippé : le pompiste
- Françoise Berd : la femme du chemin du rang
- Amulette Garneau : la réceptionniste du motel
- Monique Mercure : la femme de Richard

## Prix
- 1972 : Prix ETROG du Canadian Film Award pour le meilleur son à Claude Hazanavicius
- Le film a aussi reçu des Prix ETROG pour la cinématographie et pour la première réalisation